# Tao Te Čing
Tao Te Čing je naslov kitajske knjige modrosti, ki jo je napisal kitajski filozof Laodzi okrog 400 pr. n. št. 
Pisan je v verzih, skupaj 81. Verzi govorijo o modrostih življenja, vladanja in govorijo o Dau. Dao dobesedno pomeni pot, a vendar verzi ne govorijo o "običajni poti". Pomen verzov ali Dao kot bistva stvarstva nasploh, je včasih težko doumeti. V nekaterih verzih so tudi opisane povsem preproste vrline zrelega človeka, ki so opisane z vsakomur razumljivimi besedami.
Večino modrosti, v tej knjigi najdemo tudi pri nekaterih drugih svetovno znanih modrecih, kot so Budha ali Jezus. Knjiga je prevedena v večino svetovnih jezikov, v slovenščini imamo nekaj različnih prevodov.
Dao, o katerem se lahko govori, ni večni Dao.

Ime, ki ga izrečemo ni večno ime.

Neimenovano je večno in resnično.

Poimenovanje je izvor deset tisoč reči.
— Laodzi, Daodedžing
Deset tisoč reči je dobeseden prevod iz mandarinščine, ki ga nekateri avtorji prevajajo kot vseh reči ali vsega kar je. Prevod izhaja
iz dejstva, da pesem opisuje vse kar so takrat Kitajci poznali.